# Universal Display Corporation
Die Universal Display Corporation (UDC) ist ein amerikanisches Unternehmen mit Sitz in Ewing, New Jersey, das organische Leuchtdioden (OLEDs) entwickelt. Das Unternehmen ist ein fabless-Halbleiterhersteller, hat also keine eigenen Fabriken.
Das Unternehmen wurde 1994 von Sherwin I. Seligsohn (gestorben 2022) gegründet. Es entwickelt und lizenziert Technologien zur Herstellung von OLEDs, speziell PHOLEDS (auf Phosphoreszenz basierende OLEDs). Zu den Kunden gehören u. a.: Samsung Display Corporation, LG Display, BOE Technology Group, China Star Optoelectronics Technology und Japan Display, Inc. Andere Lizenznehmer sind Sharp, AU Optronics, Kaneka, Pioneer und OLEDWorks.
Mit Abstand am wichtigsten sind Samsung mit 62 % und LG mit 25 % Umsatzanteil.
Neben eigener Forschung und Entwicklung übernimmt UDC auch Intellectual Properties von anderen Firmen:
- Fujifilm, 2012[3]
- BASF, 2016[5]
- Merck, 2015 und 2023[6][7]

Die Phosphoreszenz-Emittermaterialien werden von PPG Industries für UDC gefertigt.
Anwendungsgebiete sind sowohl Displays für z. B. Smartphones und Fernsehgeräte als auch Beleuchtungszwecke.